# Кріпильний стояк

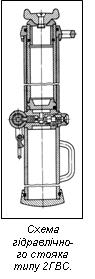

Кріпильний стояк — опорний елемент гірничого кріплення, зазвичай прямолінійний, що працює переважно на осьове стиснення.

## Загальний опис
Кріпильний стояк — опорний елемент кріплення гірничого, встановлений між покрівлею та підошвою виробки, що працює переважно на осьовий стиск. Як матеріал для стояків використовують дерево, металеві балки різних профілів прокату, залізобетон. Конструктивно виготовляється жорстким та податливим, цільним та складеним, постійної та змішаної довжини, суцільного перерізу та пустотілим. Стояки розрізняють гідравлічні, залізобетонні, металеві, піддатливі, розпірні, розсувні, тверді, трубчасті, укісні, упорні та ін. У сучасних очисних виробках широко застосовують тільки два конструктивних різновиди стояків — стояк тертя і стояк гідравлічний.
Стояки застосовуються як самостійно, так і у складі рамних кріплень гірничих виробок, індивідуального привибійного і посадкового кріплення очисних виробок, кріплення очисних виробок на крутому падінні, секцій механізованого кріплення, а також як тимчасове кріплення, елементи підсилення основного кріплення та для огородження підготовчих виробок з боку виробленого простору (органне кріплення).

## Класифікація
Сучасні кріпильні стояки бувають:
- за матеріалом:
  - металеві,

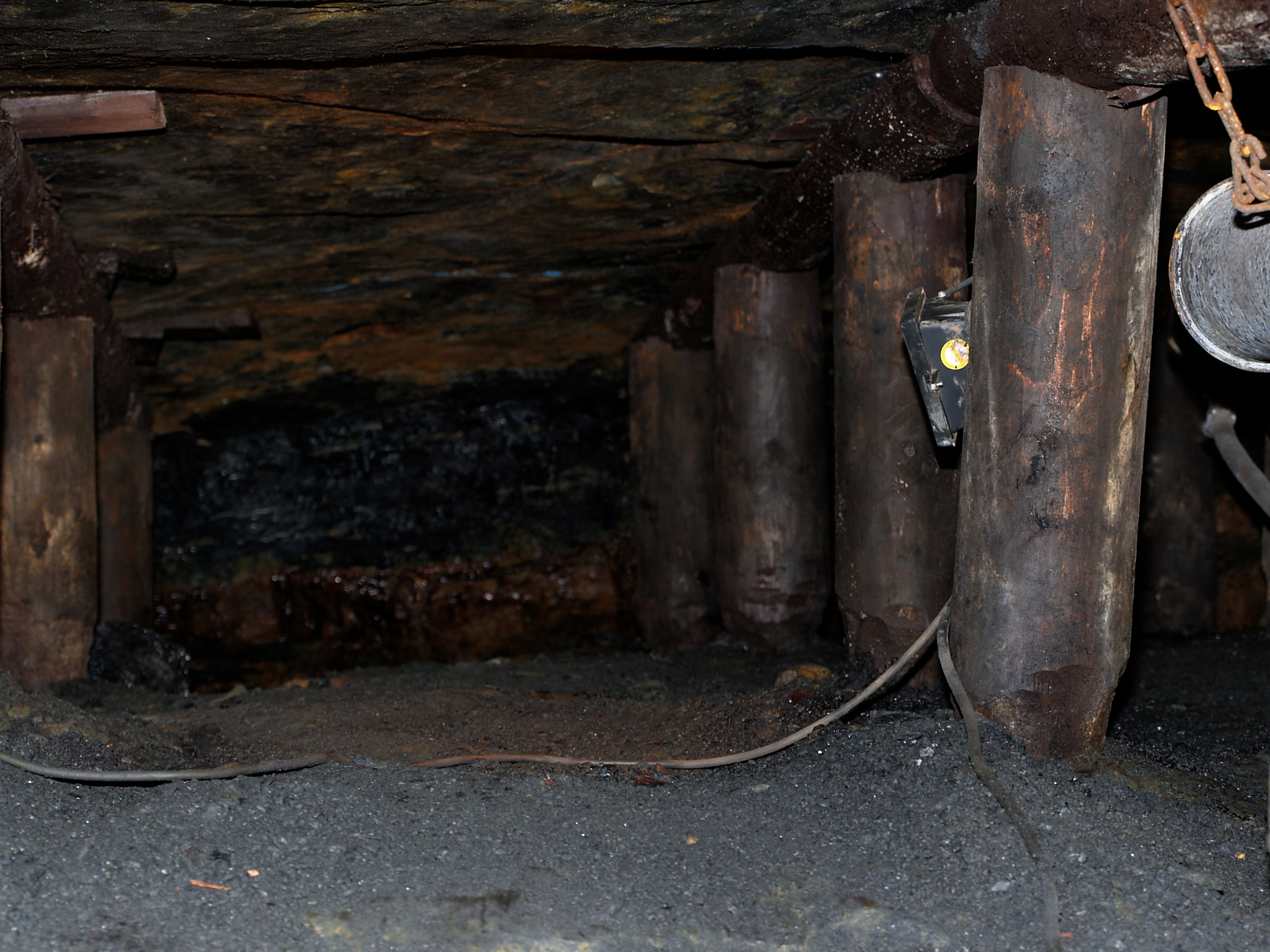
Дерев'яні стояки

  - залізобетонні із звичайною та попередньо напруженою арматурою,
  - дерев'яні;
  - змішані;
- за конструктивним виконанням:
  - цільні і складані;
  - постійної і змінної довжини (розсувні);
  - із суцільним перетином і пустотілі;

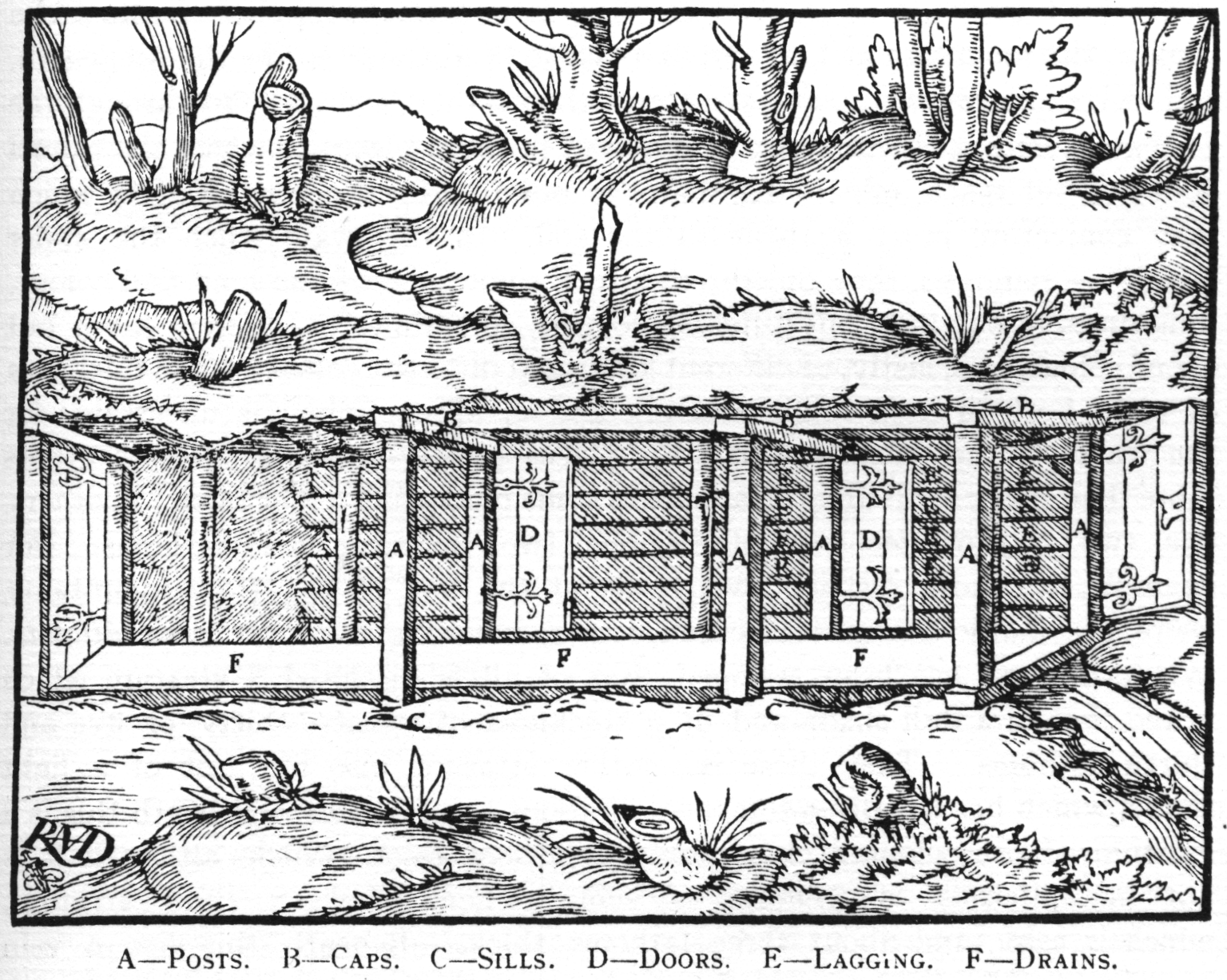
Стояки у книзі Г.Агріколи «De Re Metallica» (1556 р.). Стояки А. Верхняки В. Лежні С. Двері D. Затяжки Е. Канавка F.

- за робочою характеристикою:
  - жорсткі;
  - податливі постійного опору;
  - податливі зростаючого опору.

## Окремі різновиди стояків
СТОЯК ҐВИНТОВИЙ — металевий трубчатий стояк, котрий має розпірний пристрій типу ручного ґвинтового домкрата.
СТОЯК ПОСАДКОВИЙ — стояк підвищеної несучої спроможності, призначений для використання як посадкове кріплення лави.
СТОЯК ТЕРТЯ (СТОЯК КЛИНОВИЙ) — металевий стояк, у якого висувна частина фіксується у робочому положенні і створює опір переміщенню за рахунок тертя у замку стояка.
СТОЯКИ ЗРОСТАЮЧОГО ОПОРУ — стояки кріплення очисних виробок, опір яких росте із збільшенням їх податливості (при опусканні висувної частини).
СТОЯКИ ПОСТІЙНОГО ОПОРУ — стояки кріплень очисних виробок, робочий опір яких досягається при дуже невеликому опусканні висувної частини чи тільки при їх пружних деформаціях, а далі висувна частина опускається при постійному опорі.
УПОРНИЙ СТОЯК — 1. Стояк, призначений для кріплення вільного кінця
тягового органу машини чи пристрою, до якого вони
підтягуються. 2. Стояк, призначений для кріплення гідро- та
пневмодомкратів пересування вибійних конвеєрів.